# Imma ciniata
Imma ciniata är en fjärilsart som beskrevs av Druce 1898. Imma ciniata ingår i släktet Imma och familjen Immidae. Inga underarter finns listade i Catalogue of Life.